# 西马峰镇
西马峰镇，是中华人民共和国辽宁省辽阳市灯塔市下辖的一个乡镇级行政单位。

## 行政区划
西马峰镇下辖以下地区：
岳家堡村、小纸房村、大纸房村、野老滩村、新生村、前方干堡村、后方干堡村、西上岗子村、东上岗子村、西马峰村、东马峰村、井泉村、福胜村、五一村、前葛针泡村、后葛针泡村和胜利村。